# Strongylosoma montigena
Strongylosoma montigena är en mångfotingart som beskrevs av Carl 1935. Strongylosoma montigena ingår i släktet Strongylosoma och familjen orangeridubbelfotingar. Inga underarter finns listade i Catalogue of Life.